# Criticonoma gypsocoma
Criticonoma gypsocoma är en fjärilsart som beskrevs av Edward Meyrick 1931. Criticonoma gypsocoma ingår i släktet Criticonoma och familjen äkta malar.
Artens utbredningsområde är Guinea. Inga underarter finns listade i Catalogue of Life.